# 澳門巴士N1路線
澳門巴士N1路線是一條已取消的巴士路線，由澳巴經營，往返筷子基北灣和亞馬喇前地的巴士路線。

## 簡介及歷史
- 本線是為了補充澳門凌晨後的巴士服務需求，由澳門土地工務運輸局聯同兩間巴士公司（新福利及澳巴）於2007年10月1日起推出。[1]
- 為配合澳門格蘭披治大賽車舉行，本線巴士於2007年11月15日至11月18日凌晨大規模更改路線，回程改行雅廉訪大馬路、提督馬路。[2]
- 該線運作起計半年，乘客數量不斷上升。根據兩巴統計，開線首半年，N1總載客量約有51800人次，平均月載客量約為10360人次，平均日載客量則為340人次。[3]
- 2008年2月5日起，本線調整行程至亞馬喇前地。[4]
- 2011年6月12日，配合交通事務局實施第四階段巴士路線調整，本線終點站由白朗古將軍馬路調整至筷子基北灣，並增加停靠「青洲／聖德蘭學校」、「青洲／逸麗花園」、「青洲／嘉應花園」及「青洲／美居廣場」站。[5]
- 2011年8月1日凌晨零時開始，本線改由澳巴獨立經營。
- 隨着本線分拆為N1A及N1B兩條路線，本線於2012年5月31日早上5時正式結束。[6]

## 使用車輛
- 五洲龍FDG6920BG

## 路線資料

### 收費
- 全程收費：澳門幣3.2圓；
- 使用澳門通全民卡，一律扣減車費2.0圓；
- 使用澳門通學生卡，一律扣減車費1.0圓；
- 使用澳門通長者卡，一律扣減車費0.3圓；
- 使用澳門通殘疾卡，一律扣減車費0.3圓；
- 澳門通IC卡月票適用。

### 服務時間及班距
| 服務時間   | 每天        |
| ---------- | ----------- |
| 筷子基北灣 | 00:00-05:50 |
| 班距       | 15分鐘      |

### 路線停站
| N1   | 筷子基北灣 ←→ 亞馬喇前地 | 筷子基北灣 ←→ 亞馬喇前地 |
| 編號 | 往程                     | 返程                     |
| 1    | 沙梨頭北街／筷子基北灣   | 亞馬喇前地               |
| 2    | 青洲／聖德蘭學校         | 葡京酒店                 |
| 3    | 台山街市                 | 總統酒店                 |
| 4    | 巴波沙大馬路             | 友誼馬路／海景花園       |
| 5    | 看台街                   | 友誼馬路／海港街         |
| 6    | 看台街／中銀             | 黑沙環新街／南華         |
| 7    | 祐漢街市                 | 黑沙環新街／海濱         |
| 8    | 勞動節大馬路             | 黑沙環新街／建華         |
| 9    | 勞動節大馬路／廣華       | 拱形馬路／蓮峰廟         |
| 10   | 外港碼頭                 | 第二警司處               |
| 11   | 友誼馬路／行車天橋       | 青洲／嘉應花園           |
| 12   | 仙德麗街                 | 青洲／美居廣場           |
| 13   | 亞馬喇前地               | 沙梨頭北街／筷子基北灣   |

## 圖片集

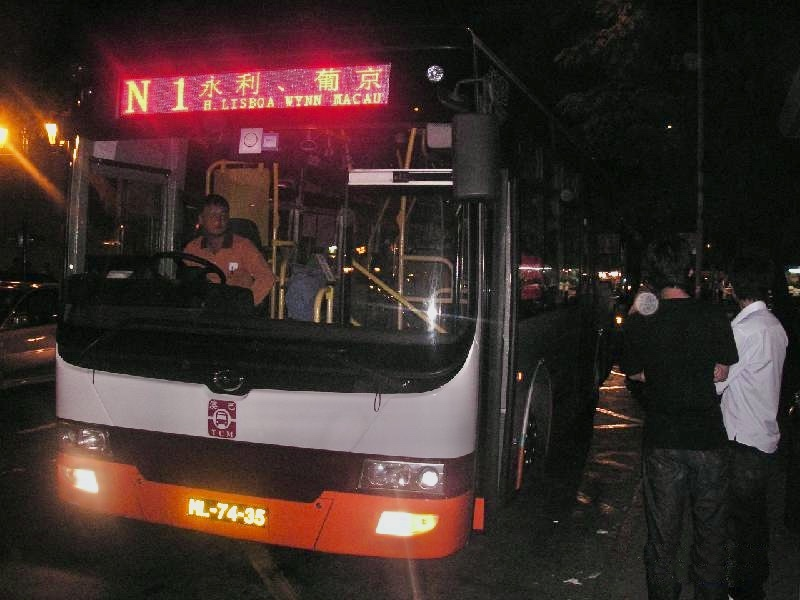
五洲龍FDG6920BG

## 外部連結
- 澳門公共汽車有限公司（官方網站） （页面存档备份，存于）